# Сіймусті
Сі́ймусті (ест. Siimusti alevik) — селище в Естонії, у волості Йиґева повіту Йиґевамаа.

## Населення
Чисельність населення на 31 грудня 2011 року становила 696 осіб.

## Географія
Сіймусті розташовується на відстані приблизно 5 км на південний захід від міста Йиґева. Через селище проходить дорога 148 (Сіймусті — Кааве), яка з'єднує автошляхи 37 (Йиґева - Пилтсамаа) та 39 (Тарту — Йиґева — Аравете).

## Історія
Перші згадки про поселення, що тоді було селом і мало назву Сімус (Simus), датуються 1583 роком.